# Saint-Rieul
Saint-Rieul is een gemeente in het Franse departement Côtes-d'Armor (regio Bretagne) en telt 328 inwoners (1999). De plaats maakt deel uit van het arrondissement Saint-Brieuc.

## Geografie
De oppervlakte van Saint-Rieul bedraagt 6,4 km², de bevolkingsdichtheid is 51,2 inwoners per km².
De onderstaande kaart toont de ligging van Saint-Rieul met de belangrijkste infrastructuur en aangrenzende gemeenten.

## Demografie
Onderstaande figuur toont het verloop van het inwonertal (bron: INSEE-tellingen).

1. ↑  Populations de référence 2022.